# 純 (焼酎)

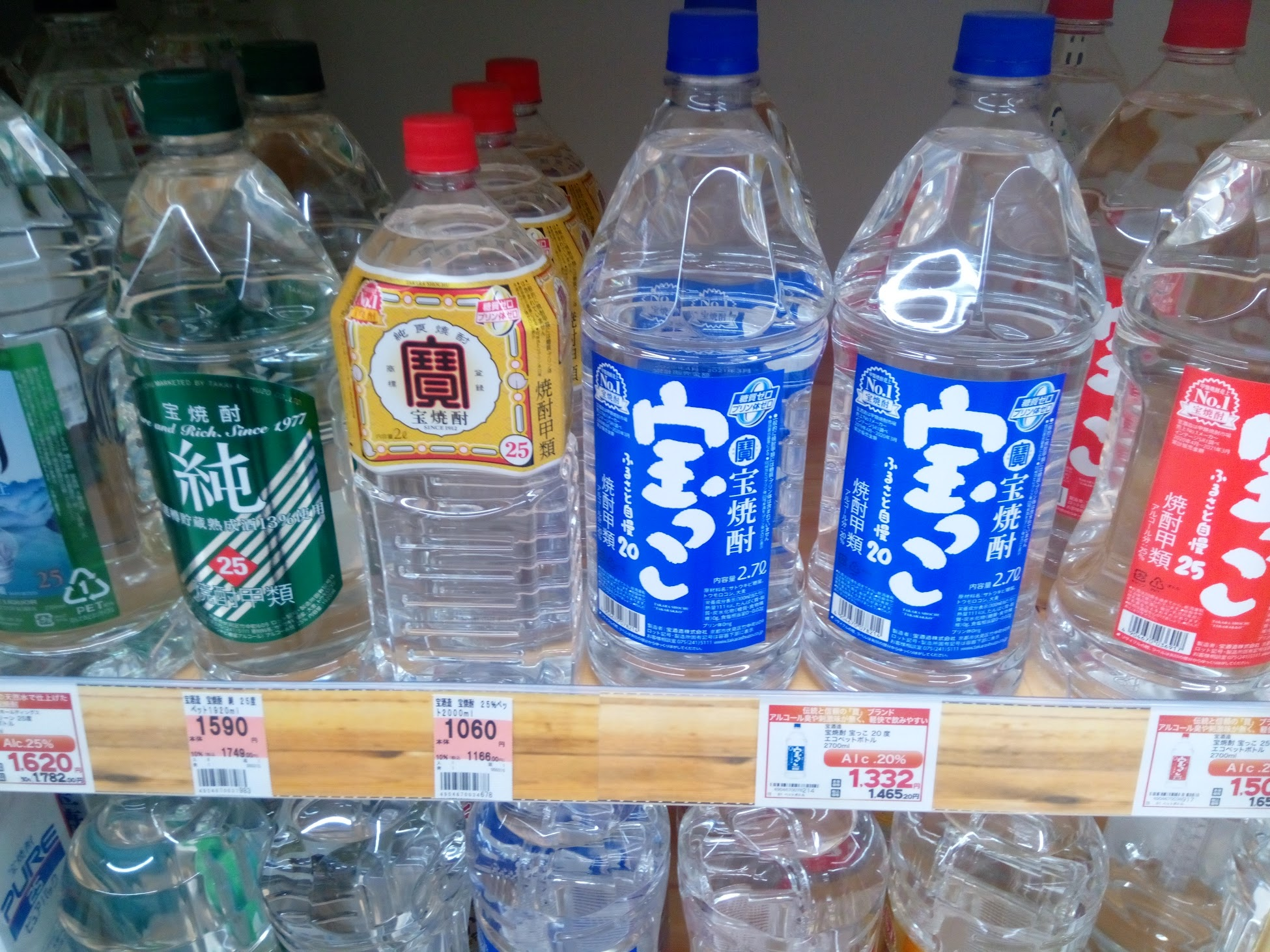
スーパーマーケットに陳列されている宝焼酎。左手の緑色のラベルが『純』1,920mlボトル。

純（じゅん）は、宝酒造から発売されている甲類焼酎の一つである。サントリーから発売されている樹氷と共に、1980年代のニュースピリッツムーブメントを築いた商品として知られる。

## 歴史

### 日本原産の蒸留酒として
日本の酒類業界の勢力図は1960年代よりサントリーを中心としたウイスキーメーカーの台頭で、日本在来の酒類は徐々にシェアの縮小を余儀なくされていた。その中でも焼酎は戦後間もなくして、市場に出どころの知れない粗悪品（カストリ）が出回ったことで大きな打撃を受け、その後も需要低下に歯止めが掛からずにいた。
そんな中、海の向こうのアメリカからは、1974年にウォッカやジンなどの蒸留酒の消費量がバーボンウィスキーを上回るというニュースが到着する。その波はやがてヨーロッパへと波及し、そうした無色透明なスピリッツが世界中でブームを起こしていた（これを「ホワイト・レボリューション」(白色革命)と呼ぶ）。
「このチャンスを逃してはならない」とばかりに、焼酎復活を悲願にしていた宝酒造は、一つの賭けに出る。そうした水面下で「純」は誕生しようとしていた。

### 一升瓶からスクエアボトルへ
当時日本酒や焼酎は、昔ながらの一升瓶で発売されていたが、カタチが古めかしく、また量が多すぎたことで、かえって敬遠されてもいた。消費層はすでに戦後生まれの世代になっており、従来のやり方が通用しない時代で、そうした世代に、焼酎をどうアピールするかに重点が置かれた。
海外のスピリッツメーカーにならい、1本あたりの容量を700mlに設定したスクエアシェイプのボトル。大麦やサトウキビをベースに従来の蒸留・貯蔵方式を改めて新たに熟成を重ねた熟成酒を選び抜き、純度の高い甲類焼酎とブレンドし、さらに濾過をすることでクリアでマイルドな味に生まれ変わった焼酎は「純」と名付けられ、1977年に発売される。

### ファッションからスタンダードへ
発売と同時にテレビでCMが放映され、新聞や雑誌でも毎日のように広告が掲載される。特にウォッカのようにボトルもグラスも冷やして飲むといったスタイルなどを取り入れたことにより、従来の立ち飲み屋などに多く見られた、一升瓶からそのままコップに注いで飲む、といった古めかしい焼酎のイメージを大胆に変えることに成功した。発売から間もなくして、「純」は瞬く間に驚異的な売り上げを記録し、日本でのホワイト・レボリューションを成し遂げることになる（後発商品として、翌年1978年にサントリーの「樹氷」が発売されている）。
特にCMはデヴィッド・ボウイやシーナ・イーストン、ジョン・トラボルタ、ボーイ・ジョージ、グレゴリー・ハインズ、ネルソンといったアーティストが、「東洋の美酒と出会う」というイメージで企画され、当時のMTVを中心に活躍していたコトも相まって、数々のアーティストがこの「純」のCMに出演している（後述の「純レジェンド」のCMにはマドンナも出演している）。そして今度はチューハイブームに火がつくと、宝酒造は1984年に250ml缶入りの「タカラcanチューハイ」を発売、続けてこれもヒット商品となる。同時に宝酒造は焼酎のシェアで首位に立つことになった（現在までそのシェアにおける首位の座をキープし続けている）。
やがて酎ハイブームが収束しつつある中で、ジュゼッペ・ヴェルディの「椿姫・乾杯の歌」を武士の姿で歌うオペラ風のCMを制作し、同時に米焼酎「純米（）」を発売。1988年には従来の「純」に加え、さらなる熟成を重ねた「純レジェンド」が発売され、1990年には若者をターゲットにした「純アレフ」（CMソングはたまの「さよなら人類」）、1994年には書道家・榊莫山が出演したCMで知られる、本格米焼酎「よかいち」「おにへい」が発売される（ラベルの題字も榊の手によるもの）。その後も1997年には映画監督として知られた伊丹十三がCMに出演した「亜楽-ARAKU-」といった、付加価値の高い製品へと移行してゆく中で、「純」も発売30周年を迎え、品質宣言キャンペーン広告を各新聞に掲載、また渡哲也・舘ひろし・石原良純など、同社とつながりの深い石原プロモーション 所属の俳優・タレントらもパブリシティに一役買ったことで、現在も同社の主力商品として活躍し続けている。